# Dundas Passage
De Dundas Passage is een zeestraat in het westen van Brits-Columbia in Canada en in het uiterste zuiden van de Alaska Panhandle in het zuidoosten van Alaska in de Verenigde Staten.

## Geografie
De zeestraat heeft een lengte van ongeveer 13 kilometer en is ongeveer 11,6 kilometer breed op het smalste stuk. Ze verbindt de Chatham Sound in het oosten met het Revillagigedo Channel in het noordwesten en de Dixon Entrance in het zuidwesten. In het noorden mondt de Nakat Bay in de zeestraat uit. Ten noorden van de zeestraat liggen het vasteland van Alaska met de Peninsula Ridge en Kanagunut Island, in het zuiden ligt Dundas Island van de Dundas Islands. Samen met de Brown Passage is de zeestraat de grootste en diepste die Chatham Sound verbindt met de oceaan.
Het waterlichaam ligt in de mariene ecoregio Noord-Amerikaans Pacifisch Fjordland.